# Puerto de Yalta

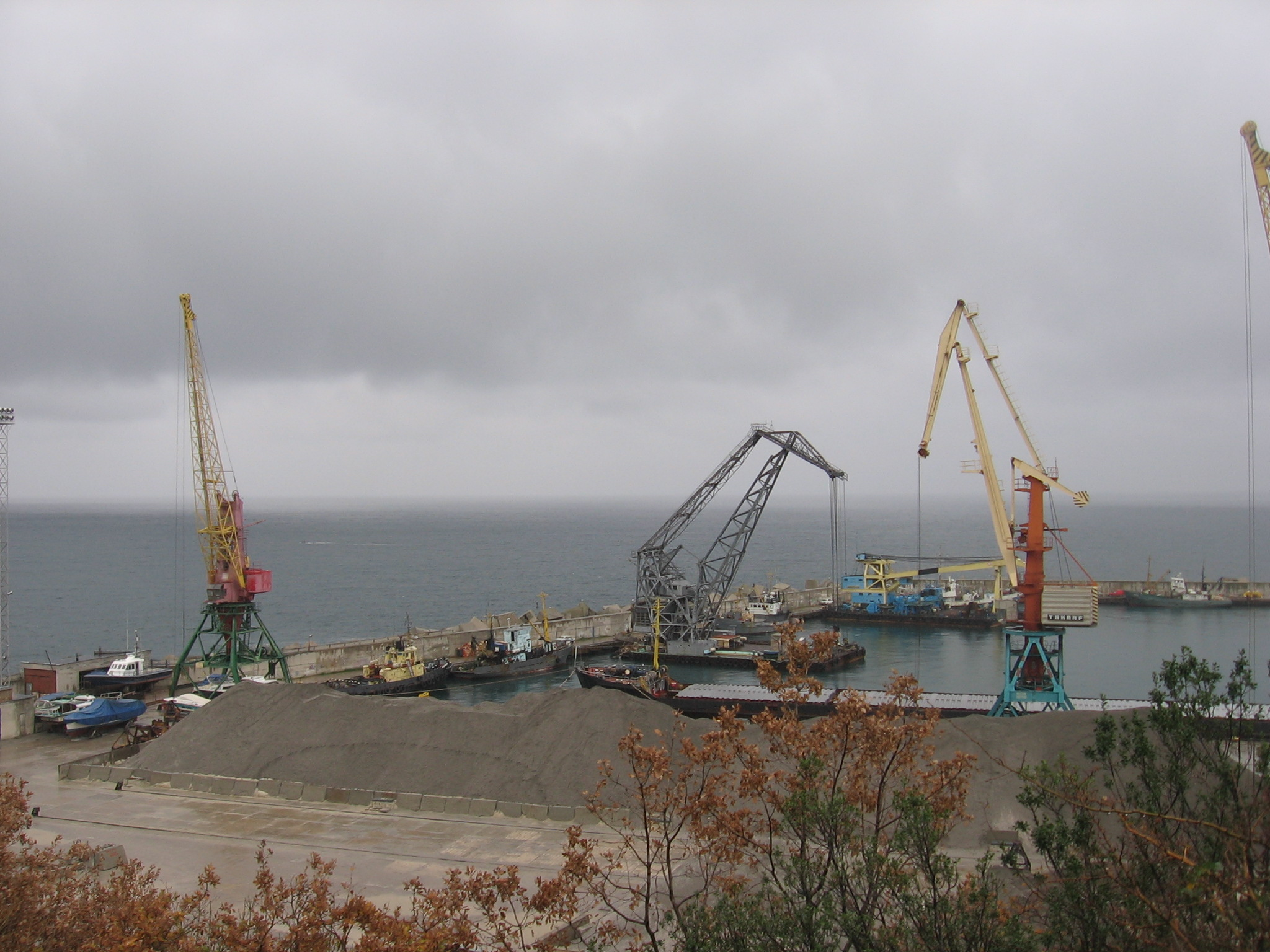
Vista del Puerto de Yalta.

El puerto de Yalta es un puerto marítimo de Crimea situado en la República Autónoma de Crimea de Ucrania y reclamada por República de Crimea de Rusia, es uno de los principales puertos del mar Negro. El puerto transporta a pasajeros en viajes internacionales y pequeños de cabotaje, además de manipulación de cargas.